# Antoni Marí i Muñoz
Antoni Marí Muñoz (Eivissa, 1944) és un escriptor, crític d'art i professor universitari eivissenc. És especialista en estètica i teoria de l'art. Conrea diferents gèneres literaris entre els quals destaca sobretot l'assaig, la poesia i la novel·la. Ha estat guardonat amb diversos premis. La seva creació literària es mou entre la poesia, l'assaig i la novel·la.

## Biografia
El 1979 va publicar el primer llibre de poemes, titulat El preludi (1979), i el 1988 el recull d'assajos La voluntat expressiva (1988), que porta a terme la seva idea de gènere, seguit de Formes de l'individualisme (1994). En la seva primera novel·la, El vas de plata (1991), parla de la seva adolescència, i a El camí de Vincennes (1995) ens ofereix la seva particular interpretació de l'amistat entre Rousseau i Diderot. A Entspringen (2000), reflexiona sobre la recerca en la identitat i la memòria. El 2003 va tornar a la poesia amb Tríptic des Jondal (2003) i el 2004, a l'assaig amb La vida dels sentits. Ha estat guardonat amb el Premi de la Crítica Serra d'Or (1988 i 1994), el Premi Nacional de Literatura de la Generalitat de Catalunya (1988), i el Premi de la Crítica de poesia catalana per Un viatge d'hivern, entre d'altres.
És llicenciat en filosofia i lletres. Entre els anys 1979 i 1989 va ser professor a la Universitat Autònoma de Barcelona, i és llavors quan se centrà en la que després serà la seua especialitat: l'estudi de les idees estètiques. És un escriptor prolífic, ja que s'ha dedicat a molts gèneres literaris; publicà el seu primer llibre l'any 1979, El preludi, un llibre de poemes.
En l'actualitat, Antoni Marí és catedràtic de teoria de l'art a la Universitat Pompeu Fabra, continua creant històries i poemes a més de dur a terme una intens treball com a conferenciant i crític d'art. Les seves obres li han suposat premis tan prestigiosos com el de la Crítica Serra d'Or, el Ciutat de Barcelona o el Prudenci Bertrana de novel·la. A més, és director d'una col·lecció de poesia anomenada "Textos sagrados", de Tusquets Editors.

## Obres[3]
Poesia
- El preludi. Barcelona: Quaderns Crema, 1979; Barcelona: Edicions 62, 2000.
- Un viatge d'hivern. Barcelona: Edicions 62, 1989.
- El desert. Barcelona: Edicions 62, 1997.
- Poemes. Palma: Universitat de les Illes Balears, 2000.
- Tríptic des Jondal. Barcelona: Angle, 2003.
- Han vingut uns amics. Barcelona: Tusquets, 2010.
- Ombra i llum. Variacions sobre un tema romàntic. Barcelona: Quaderns Crema, 2019.

Novel·la
- El camí de Vincennes. Barcelona: Edicions 62, 1995.
- Entspringen. Barcelona: Edicions 62, 2000.
- Llibre d'absències. Barcelona: Tusquets, 2012.

Narrativa breu
- El vas de plata. Barcelona: Edicions 62, 1991.

Assaig o crítica literària
- L'home del geni. Barcelona: Edicions 62, 1984
- La voluntat expressiva. Barcelona: La Magrana, 1988.
- Formes de l'individualisme. València: Tres i Quatre, 1994.
- El entusiasmo y la quietud. Antología del Romanticismo alemán. Barcelona: Tusquets, 1998.
- Tàpies, certeses sentides. València: Universitat de València, 2003.
- La vida dels sentits. Barcelona: Angle, 2004.
- L'esplendor de la ruïna. Barcelona: Fundació Caixa Catalunya, 2005.
- La imaginació noucentista. Barcelona: Angle, 2009.
- El conflicte de les aparences. Barcelona: Galàxia Gutenberg, 2016.
- Siete aproximaciones a María Zambrano y un acercamiento. Barcelona: Sd edicions, 2016.

## Guardons i reconeixements[4]
- Crítica Serra d'Or d'assaig (1984): L'home de geni.
- Crítica Serra d'Or d'assaig (1988): La voluntat expressiva.
- Premi de la crítica (poesia catalana) (1989): Un viatge d'hivern.
- Premi Nacional de Literatura Catalana (assaig) (1991): La voluntat expressiva.
- Premi Ciutat de Barcelona (1992): El vas de plata.
- Premi de la Crítica Serra d'Or (narrativa) (1992): El vas de plata.
- Premi de la Crítica Serra d'Or (assaig) (1994): Formes de l'individualisme.
- Premi de la Crítica Serra d'Or (novel·la) (1995): El camí de Vicennes.
- Premi Prudenci Bertrana de novel·la (1995): El camí de Vicennes.
- Premi Cavall Verd (1998): El desert.